# باد کیسینگن (ناحیه)
باد کیسینگن (به آلمانی: Landkreis Bad Kissingen) یک ناحیه در آلمان است که در فرانکن سفلی واقع شده‌است. باد کیسینگن ۱۰۶٬۲۰۳ نفر جمعیت دارد.